# Райский сад Евы
«Райский сад Евы» (латыш. Ievas paradīzes dārzs) — советский фильм-мелодрама 1990 года режиссёра Арвидса Криевса по роману Арвидиса Григулиса «Люди из сада». Фильм — лауреат Гран-при за лучший фильм кинофестиваля «Большой Кристап» (1990).

## Сюжет
Латвия, лето 1939 год, незадолго до Второй мировой войны. В роскошном саду, принадлежащем вдовцу доктору Дубурсу, разыгрывается романтическая любовная история между фокусником Томом и флейтисткой Евой, в которую тайно влюблен хозяин сада..

## В ролях
В главных ролях:
- Дита Кренберга — Ева
- Валентинас Мацулевичюс — Дубурс
- Алвис Херманис — Томас

В эпизодах:
- Саулюс Баландис
- Карлис Тейхманис
- Инга Шталхута
- Арвидс Озолиньш
- Элла Беделе
- Самуил Хейфиц
- Рихард Рудакс
- Вилис Кимелис
- Валентинс Скулме
- Индра Бурковска
- Тамара Соболева
- Айгарс Цеплитис

## Съёмки
Место съёмок — сад Дворца Пельчи.